# Raúl Richter

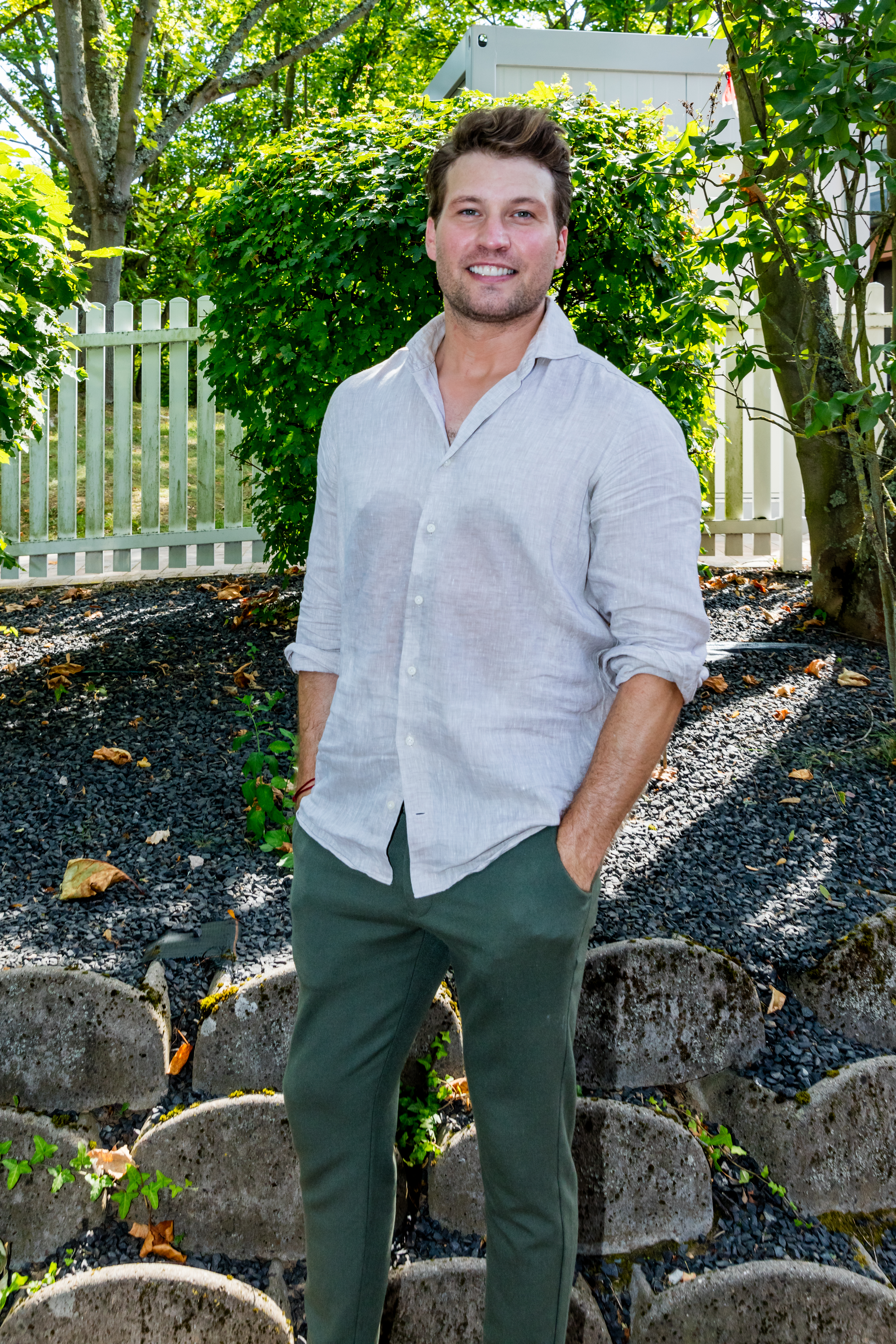
Raúl Richter beim ZDF-Fernsehgarten im Jahr 2024

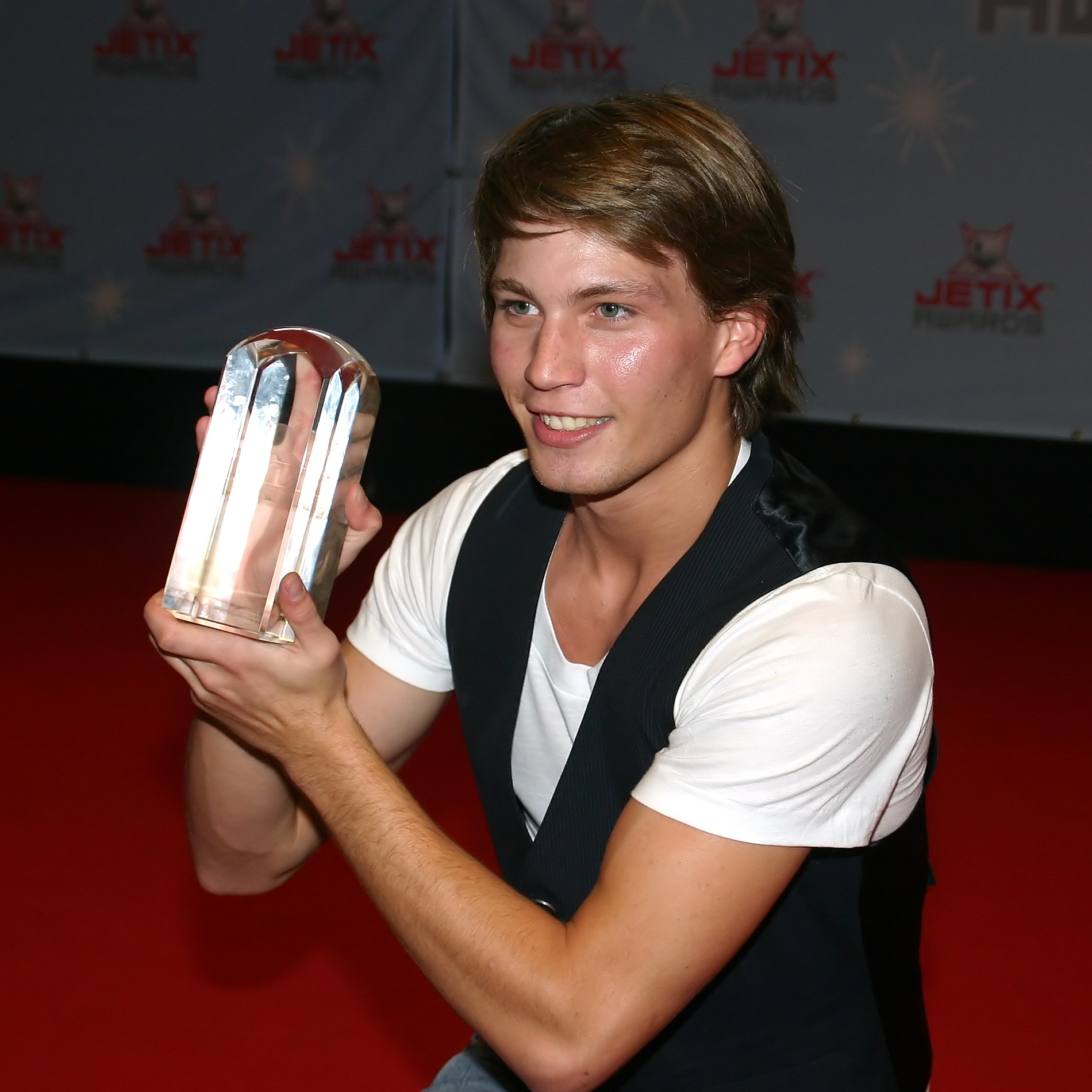
Raúl Richter bei der Jetix-Award-Verleihung im Rahmen der Jugendmesse YOU 2008 in Berlin

Raúl Amadeus Mark Richter (* 31. Januar 1987 in Berlin) ist ein deutscher Schauspieler, Moderator und Synchronsprecher.

## Leben
Raúl Richter ist der Sohn von Peter Richter und Astrid Richter. Bis zu seinem vierten Lebensjahr wuchs er in Lima (Peru) auf. Sein Bruder Ricardo Richter ist ebenfalls Schauspieler und Synchronsprecher.
Nachdem er sein Abitur an der Königin-Luise-Stiftung in Berlin-Dahlem absolviert hatte, begann er mit dem privaten Schauspielunterricht bei Michael Gräwe.
Von April 2015 bis Oktober 2016 war er mit seiner Schauspielkollegin Valentina Pahde liiert. Von Herbst 2018 bis Juni 2022 war er mit der Erzieherin und Grip-Moderatorin Vanessa Schmitt in einer Beziehung. Im Herbst 2022 nahmen Richter und Schmitt nach einer mehrmonatigen Trennung ihre Beziehung wieder auf.
Bei der Bundestagswahl 2025 unterstützte er öffentlich die CDU.

## Karriere
Sein TV-Debüt gab er im Jahre 1997 in dem Film Achterbahn – Ein Hund namens Freitag. Es folgten ein Werbespot für Canon und eine Rolle in dem Film Die Handschrift des Mörders. 2007 spielte er in ein einer Episode von KDD – Kriminaldauerdienst und R. I. S. – Die Sprache der Toten mit. Große Medienpräsenz erlangte er als Schauspieler durch die Videos Heul doch und Shut Up von LaFee.
Bekannt wurde Raúl Richter durch die Rolle des Dominik Gundlach in der RTL-Seifenoper Gute Zeiten, schlechte Zeiten, in der er ab Dezember 2007 zu sehen war. Seine Rolle sah Richter trotz seines GZSZ-Erfolges damals kritisch. Er sagte 2009, die Figur sei „zu pubertär“ und als „Weichei“ angelegt. Im Jahr 2014 schied Richter auf eigenen Wunsch aus GZSZ aus.
2008 wurde Raúl Richter mit dem Jetix Award in der Kategorie „Coolster TV-Star“ ausgezeichnet. Er nahm am GZSZ Special der VOX-Sendereihe Das perfekte Promi-Dinner neben Wolfgang Bahro (Joachim Gerner), Lisa Riecken (Elisabeth Meinhart) und Ex-GZSZ-Star Andreas Elsholz teil.
Darüber hinaus ist er seit 1999 als Synchronsprecher tätig, u. a. in den Filmen Dragon Ball Z als Dende, in Eureka Seven als Renton, Power Rangers als Xander oder Queer as Folk als Cody.
Vom 9. April 2010 bis zum 14. Mai 2010 nahm Richter an der Tanzshow Let’s Dance auf RTL teil und belegte den 4. Platz. Am 9. Mai 2010 nahm er zusammen mit Saskia Valencia, Peer Kusmagk und Detlef D! Soost am Muttertags-Special der Sendung Das perfekte Promi-Dinner teil. In der Sendung vom 20. Mai 2012 war er erneut zu sehen.
Im Februar 2011 nahm er im Rahmen der PETA-Aktion „Stars für alle Felle“ an der Kampagne gegen Delfinarien teil.
Im Oktober 2011 gab Richter in der Rolle des Dr. Hellwig in der Komödie Das Mädchen aus dem Fahrstuhl von Franz Arnold und Ernst Bach beim Mund Art Theater unter der Regie und an der Seite von Thorsten Wszolek sein Theaterdebüt. Von Juni bis September 2019 spielte Raúl Richter bei den Karl-May-Spielen in Bad Segeberg den Titelhelden Martin Baumann in der Inszenierung Unter Geiern – Der Sohn des Bärenjägers.
2013 moderierte er gemeinsam mit Nazan Eckes die zehnte Staffel von Deutschland sucht den Superstar bei RTL.
2016 gründete Richter das Start-up-Unternehmen Holy Flowers, bei dem er hochwertige Rosenbouquets in eleganten Boxen anbietet. Im April 2016 nahm er an der großen ProSieben Völkerball Meisterschaft teil. Im September 2016 war Richter bei Promi Shopping Queen auf VOX zu sehen. 2017 war Richter Kandidat bei Global Gladiators und ebenfalls in Die Küchenschlacht.
Im Januar 2020 nahm Richter an der RTL-Show Ich bin ein Star – Holt mich hier raus! teil und belegte den 5. Platz.
Seit September 2021 spielt er in der Serie Notruf Hafenkante (ab Folge 379) den Polizeiobermeister Nick Brandt.
Ende Sommer 2024 war er mit seiner Freundin Vanessa Schmitt bei Das Sommerhaus der Stars – Kampf der Promipaare zu sehen.

## Auszeichnungen
- 2008: Jetix Award – Coolster TV Star
- 2011: German Soap Award – Bester Darsteller Daily Soap

## Filmografie (Auswahl)
- 1997: Achterbahn – Ein Hund namens Freitag
- 1999: Die Handschrift des Mörders
- 2007: Tallulah & Killerhead
- 2007: KDD – Kriminaldauerdienst
- 2007–2014: Gute Zeiten, schlechte Zeiten
- 2009: Pietshow II
- 2011: Alarm für Cobra 11 (Folge Höher, schneller, weiter!)
- 2012: Countdown – Die Jagd beginnt (Folge Schulmädchen)
- 2014: SOKO 5113 (Folge Das Projekt)
- 2018: Rosamunde Pilcher – Das Vermächtnis unseres Vaters
- 2018: In aller Freundschaft – Die jungen Ärzte (Folge Bruchstellen)
- 2018: Kreuzfahrt ins Glück – Hochzeitsreise ins Piemont
- 2019: Magda macht das schon! (Folge Das Geheimnis polnischer Frauen)
- 2019: Singles’ Diaries
- seit 2021: Notruf Hafenkante

## Fernsehauftritte (Auswahl)
- 2009: Das perfekte Promi-Dinner (GZSZ spezial)
- 2010: Das perfekte Promi-Dinner (Muttertagspezial)
- 2010: Let’s Dance (Staffel 3) (RTL)
- 2013: Deutschland sucht den Superstar (Moderator) (RTL)
- 2016: Die große ProSieben Völkerball Meisterschaft (ProSieben)
- 2016: Promi Shopping Queen (VOX)
- 2017: Global Gladiators (ProSieben)
- 2017: Die Küchenschlacht (ZDF)
- 2020: Ich bin ein Star – Holt mich hier raus! (RTL)
- 2020: Beauty & The Nerd (Gastauftritt) (ProSieben)
- 2024: Das große Promibacken (Sat.1)
- 2024: Das Sommerhaus der Stars – Kampf der Promipaare (RTL)
- 2025: Villa der Versuchung – Alles hat seinen Preis (Sat.1)

## Synchronsprecher (Auswahl)

### Filme
- 1999: Kyle Sullivan (als Morrie (Kind)) in Dienstags bei Morrie
- 2002: Dan Byrd (als Paul) in Feuerteufel – Die Rückkehr
- 2002: Clinton Dooley (als Mark) in Ben, der Zauberlehrling
- 2005: Jeff Davis als Kelly Leak in Die Bären sind los
- 2009: Justin Long als Lem in Planet 51
- 2009: Kevin Schmidt als Ryan Miller in Alvin und die Chipmunks 2
- 2009: Hunter Parrish als Luke in Wenn Liebe so einfach wäre
- 2010: Nicholas Hoult als Eusebios in Kampf der Titanen
- 2011: Caleb Landry Jones als Sean Cassidy/Banshee in X-Men: Erste Entscheidung
- 2011: Jeremy Irvine als Albert Narracott in Gefährten
- 2012: Eddie Redmayne als Marius Pontmercy in Les Misérables
- 2013: Josh Hutcherson als Nod in Epic – Verborgenes Königreich
- 2014: Ben Schnetzer als Mark Ashton in Pride

### Serien
- 2001–2002: Hiro Yūki als Dende in Dragon Ball Z
- 2003: Masato Amada (als Junge) in Wolf’s Rain in Episode 23
- 2004: Shaun Loseby als Mark King in Koalas und andere Verwandte
- 2005–2012: Yuko Sanpei als Renton Thurston in Eureka Seven
- 2005–2006: Tomokazu Seki als Masataka Takayanagi in Tenjo Tenge
- 2006: Hiro Yūki als Dende in Dragon Ball GT
- 2006: Richard Brancatisano als Xander Bly in Power Rangers Mystic Force
- 2007: Lucas Grabeel als Lex Luthor (jung) in Smallville
- 2007: Akira Sasanuma als Martin DaCosta in Gundam Seed
- 2007: Mitsuki Saiga als Natsuo Sagan in Loveless
- 2007: Mitch Morris als Cody Bell in Queer as Folk
- 2010: Sam Page als Sam Allen in Desperate Housewives
- 2011: Brando Eaton als Kyle Greenwell in American Horror Story
- 2015: Aml Ameen als Capheus in Sense8
- seit 2016: Yoshitsugu Matsuoka als Sôma Yukihira in Food Wars! Shokugeki no Soma
- 2016–2018: Toby Onwumere als Capheus in Sense8
- 2017–2020: Martiño Rivas als Carlos Cifuentes in Die Telefonistinnen
- 2017: Ramón Rodríguez als Bakuto in Marvel’s The Defenders
- 2017–2020: Toshiki Masuda in Haikyu!! als Chikara Ennoshita